# Hertzhaimer-Naturgarten
Der Hertzhaimer-Naturgarten war ein Biotop-Verbund, der am Hertzhaimer-Gymnasium der oberbayerischen Stadt Trostberg angelegt war und in seinen Anfängen in das Jahr 1984 zurückreichte.

## Geschichte
Das Hertzhaimer-Gymnasium Trostberg wurde in den späten 1960er Jahren gegründet. Es wurde in der Weise der Bauhaus-Architektur mitsamt Hausmeister-Bungalow im Außenbereich der Möslwiesen und einer Fichtenrodung mit Blick-/Klassenzimmer-Ausrichtungen auf die weite Alzaue ganz neu errichtet. Im Schuljahr 1983/84 setzte sich die Lehrerin Bärbel Ansorge mit einer Schülergruppe für die Verbesserung der Lebensqualität und der ökologischen Bedingungen rund um das Schulgebäude zum Ziel, das Schulumfeld möglichst naturnah zu gestalten. In den folgenden Jahrzehnten wurden auf Betreiben der Schulgartengruppe mehrere Asphaltflächen entfernt und durch offenen Boden ersetzt, kleine Teiche angelegt und eine mehrere hundert Meter lange ökologisch sinnvolle Hecke angelegt. 2009 wurde ein "grünes Klassenzimmer" angelegt, um Unterricht im Freien zu ermöglichen. Für mehrere Jahre umklammerte der Schulgarten – seit 2012 Hertzhaimer-Naturgarten – die Baulichkeiten des Gymnasiums von nahezu allen Seiten.
Anlässlich des Neubaus der Trostberger Realschule wurde ab 2014 ein großer Teil des Hertzhaimer-Naturgartens beseitigt; die langgezogene Hecke, die das Areal nach Süden hin begrenzt hatte, wurde gerodet, eine große Eibe, die wegen Baumaßnahmen 2006 eigens verpflanzt wurde, ist mittlerweile auch gefällt. Die verbliebenen, stark dezimierten Anlagen werden derzeit nicht gepflegt.

## Auszeichnungen
- 1997 wurde der Trostberger Schulgarten als bester Schulgarten Bayerns prämiert.
- 2013 wurde der Hertzhaimer-Naturgarten als Projekt der UN-Dekade der Biodiversität ausgezeichnet.[3]